# Август на Прима Порта
Август на Прима Порта е висока 2,04 m мраморна статуя на Октавиан Август, която е открита на 20 април, 1863 във Вилата на Ливия, която се намирала в района Прима Порта, който в древността се наричал Ad Gallinas Albas, близо до Рим. Жената на императора Ливия Друзила се оттегля в тази вила след неговата смърт. Днес скулптурата е изложена във Ватиканския музей.
Датировката на статуята е спорна. Счита се, че това е мраморно копие на вероятно бронзов оригинал. Този оригинал, заедно с други почести, е даден на Август от Сената през 20 пр.н.е. и е поставен на публично място. Август е живял скромно, но фактът, че тази статуя е намерена във вилата на неговата вдовица, показва, че вероятно той я е харесвал.
Статуята, вероятно, в древността е била цветна.